# قلمرو اجاره‌ای خلیج کیاوتشو
قلمروی اجاره ای خلیج کیاوتشو (به لاتین: Kiautschou Bay concession) یک منطقهٔ مسکونی در دودمان چینگ، و اوایل جمهوری چین (۱۹۴۹–۱۹۱۲) بود. این منطقه با مساحت ۵۵۲ کیلومترمربع (۲۱۳ مترمربع) متمرکز بر ("Kiautschou کیاوتشو") خلیج جیاوژو بود.